# جون حنا
جون حنا (بالإنجليزية: John Hanna)‏ هو لاعب كرة قاعدة أمريكي، ولد في 3 نوفمبر 1863 في فيلادلفيا في الولايات المتحدة، وتوفي بنفس المكان في 7 نوفمبر 1930.

## وصلات خارجية
- جون حنا على موقعبيزبول رفرنس.كوم (الدوري الرئيسي) (الإنجليزية)